# كين جاي
كين جاي (بالإنجليزية: Ken Jay)‏ هو موسيقي أمريكي، ولد في 10 يونيو 1971 في جامايكا في الولايات المتحدة.

## وصلات خارجية
- كين جاي على موقع IMDb (الإنجليزية)
- كين جاي على موقع ميوزك برينز (الإنجليزية)
- كين جاي على موقع ديسكوغز (الإنجليزية)
- كين جاي على موقع كينوبويسك (الروسية)